# قاع الحاج
قاع الحاج، قرية من قرى محافظة العلا، والتابعة لمنطقة المدينة المنورة في السعودية. تقع في شمال المدينة المنورة، وتبعد عنها بمسافة تقارب (330 ) كيلو متر، وعن العلا بمسافة تقارب (25) كيلو متر.

## سبب التسمية
كانت ممرا هاما لقوافل الحجاج إبان العصور الماضية فأطلق عليها هذا الاسم.

## الموقع
تقع قرية قاع الحاج شرقي محافظة العلا على بعد 25 كلم .

## أهمية الموقع
تتميز قرية قاع الحاج بموقع حيوي هام حيث تقع على طريق الدولي حائل - العلا ـ الساحل الغربي. المدينة المنورة وتعتبر ممرا للسياح الأجانب والزوار العرب القادمون لزيارة الآثار في مدائن صالح .

## الخدمات الحكومية
نالت قرية قاع الحاج كغيرها نصيبا وافرا من الخدمات في عهد حكومة خادم الحرمين الشريفين وولي عهده الأمين حفظهما الله حيث يوجد فيها مدارس للبنين والبنات ومسجد جامع وحلقات لتحفيظ القرآن الكريم خرجت العديد من حفظة كتاب لله على مستوى المنطقة ومكتب للبريد وخزان للمياه لسقيا أهالي القرية وقدتم إيصال التيار الكهربائي والهاتف لها من محافظة العلا وهي قرية نامية متطورة.

## أهميتها الزراعية
تمتازقرية قاع الحاج بخصوبة أرضها وعذوبة مياهها الجوفية .

## أهميتها السياحية
تتميز قرية قاع الحاج برمالها الذهبية الجميلة وقد حباها الله بجبال شاهقة تجلت قدرة الخالق جل وعلا في صنعها وتكوينها وكذلك تتميز بجوها الهادي اللطيف وأمطارها الموسمية .